# 共生星

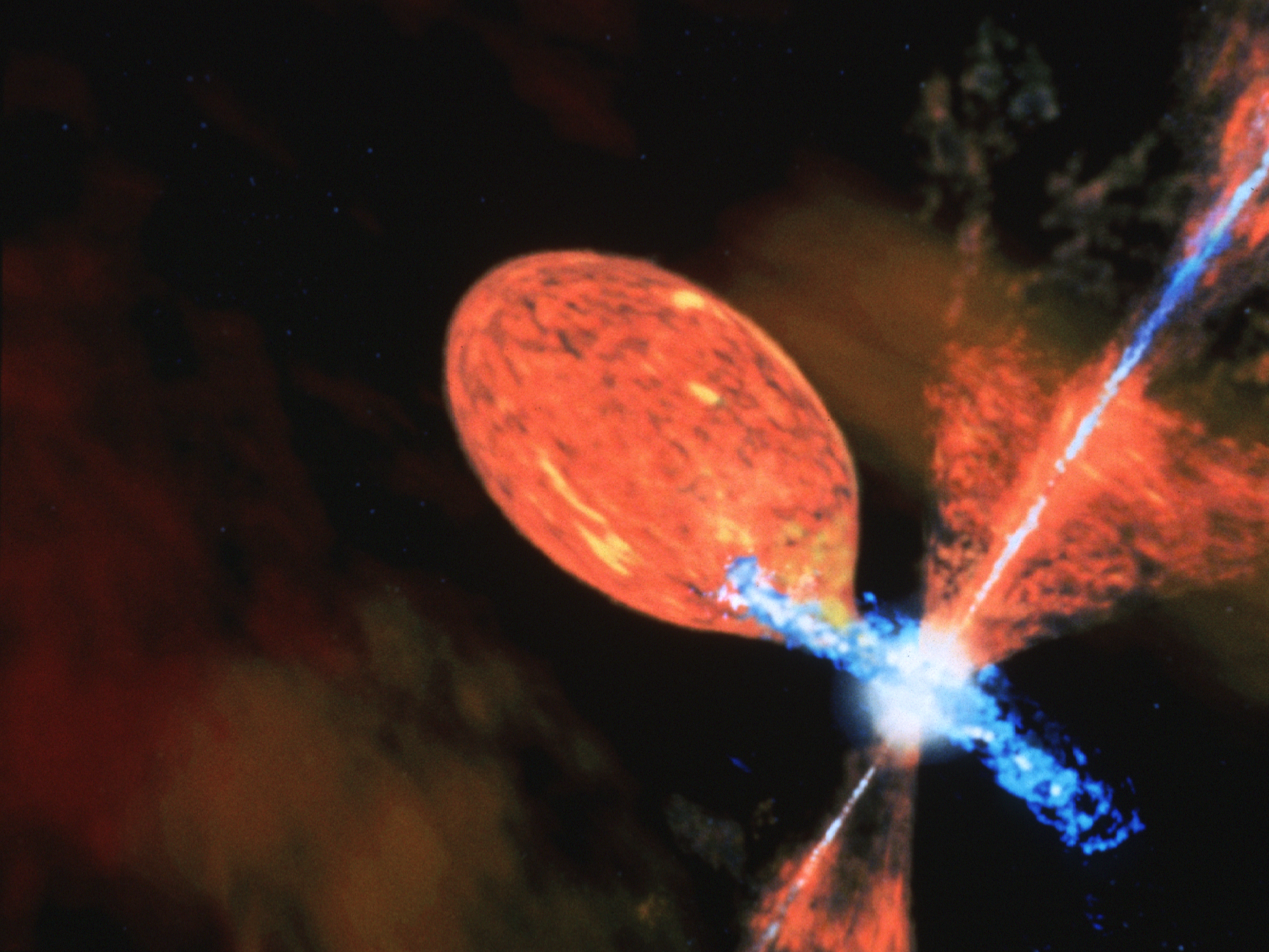
共生星の一つ、みずがめ座R星の想像図。出典: NASA, ESA & D. Berry (STScI)

共生星（きょうせいせい、英: symbiotic star）は、低温度星の吸収スペクトルと、高温ガスからの輝線スペクトルが同時に観測される、特異な天体である。その実態は、低温度の巨星と高温のコンパクト星からなる連星系と考えられる。低温度星からは、恒星風などによって高温度星へ質量移動が起こっており、高温度星の周りに降着円盤を形成するとみられる。
共生星は、低温度星から高温度星への質量移動が不規則であったり、低温度巨星が脈動変光星であることも多いので、変光星として観測される。変光星として括られる場合、共生星はアンドロメダ座Z型星とも呼ばれる。

## 定義・経緯
共生星という名称は、生態学用語で、異なる種類の生物が一方的あるいは相互の利点のために密着して生活していること、を意味する「共生（symbiosis）」が由来であり、ポール・メリルが命名した。メリル本人によれば、1941年に自身が執筆した論文が初出である。それ以前は、「結合スペクトル」星などと呼ばれていた。
共生星の起こりは、ヘンリー・ドレイパーカタログの編纂に際し、HD 221650に特異なスペクトルがみられるという注釈が付いたことにある。その後、この恒星は変光星であることがわかり、アンドロメダ座Z星と命名され、ジョン・プラスケットによって恒星のスペクトルと星雲のスペクトルを併せ持つことが示された。1930年代には、メリルが幾つかの変光星に同様の特徴がみられることを明らかにし、共通する成分を特定していった。
メリルの定義では、スペクトルに酸化チタン分子（TiO）の吸収帯とヘリウムイオン（He II）の輝線が両方含まれることが、共生星の条件である。TiO吸収帯は、M型星に強く現れる成分で、He II輝線は、OB型星といった高温度星で観測される成分である。M型とO型は、恒星の表面温度でいうと低温と高温の極限であり、そのようなかけ離れた特徴が共存することが、共生星の特徴となる。
メリル以降、1950年代から1960年代に共生星の研究が進展したことを受け、アレクサンドル・ボヤルチュクやデイヴィッド・アレンが定義を練り直していった。新しい定義では、
1. 晩期型星の吸収スペクトル、具体的にはTiO吸収帯や金属原子・1階電離イオンの吸収線、がみえること
2. 高度に励起されたイオンの輝線が、ドップラー幅100km/s以下でみえること
3. 青色の連続光がみえること
4. 恒星状の天体であること
5. 輝線には、電離ポテンシャルが55 eV以上の高エネルギー線が含まれること
6. スペクトル型はG型以下の低温であり、それが示されない場合は、電離ポテンシャルが100 eV以上の輝線が含まれること

といった基準が挙げられた。
その後、新たな知見を得て共生星の定義は整理され、
1. 晩期型巨星の吸収成分、具体的にはTiO、水、一酸化炭素、シアン（CN）、酸化バナジウム（VO）吸収帯や、カルシウム原子・イオン（Ca I・Ca II）、鉄原子（Fe I）、ナトリウム原子（Na I）吸収線など、があること
2. 水素原子（H I）、ヘリウム原子（He I）の強い輝線に加え、次のいずれかがあること
  - 電離ポテンシャルが35 eV以上のイオンの輝線（静穏期）
  - AないしF型の連続光とH I、He I、1階電離金属の吸収線（爆発時）
3. （TiO吸収帯などの）低温度星成分がみられない場合、波長6,825Åの輝線があること[注 1]

とまとめられている。
共生星であることがわかった天体の数は180を超え、2000年に出版された共生星のカタログでは、188の共生星と30の共生星候補が掲載されている。

## 構成

2012年にVLT/FORS2で撮影された、共生星の一つみずがめ座R星。出典: ESO

共生星は連星系で、連星間には相互作用が発生している。連星を構成するのは、進化した晩期型巨星と、高温のコンパクト星で、巨星から高温度星へ質量移動が起き、高温度星の周りには降着円盤が形成される。連星の周りには、星雲状の星周構造が形成され、その起源は連星から放出された物質である。
かつては、共生星を単独星と考える説もあった。初期にまとめられた共生星の特徴は、単独星であっても説明することはできたし、既知の赤色巨星と高温度星の連星系とは観測的な特徴が異なっていたからである。ただし、視線速度の変化など、連星と考えた方が都合が良いデータも存在し、1980年代以降観測技術の進歩によって得られた知見から、晩期型巨星と高温度星の連星という描像が定説となった。

### 晩期型巨星
共生星の中の晩期型巨星は、多くがM型の赤色巨星だが、一部にはK型やG型の黄色巨星で構成される共生星もある。また、2割程度はミラ型星などの脈動変光星である。赤色巨星全体の傾向と比較すると、共生星中の赤色巨星は、より晩期型の赤色巨星に偏ることがわかっている。赤色巨星は、晩期型のもの程大きさも質量放出も大きくなる傾向が知られ、これはつまり、共生星に特有の現象を発生させるには、巨星の大きさや質量放出率が重要で、それらが大きくなった巨星を持つ系が、共生星になりやすいものと推測される。
共生星における晩期型巨星の物理的性質を調べると、質量は概ね太陽の2から3倍よりも小さい低質量星とみられ、太陽と同程度から太陽の2倍程度の質量のものが多い。光度は高めで、多くの巨星は漸近巨星枝星、もしくは明るい赤色巨星と考えられ、質量放出率が高いものが多いことと整合する。ただし、平均的なM型巨星や、黄色巨星である共生星も一部存在し、そのような系でも共生星としての現象が発生するには、高い質量放出率が要求され、連星にはたらく潮汐力などが質量放出を引き上げている可能性がある。
巨星が脈動変光星の場合、その周りには大量の星周塵が形成されており、強い減光を引き起こす場合がある。共生星の中には、20等級に及ぶ減光で可視光では全くみえないようなものもある。また、塵の分布も一様・安定とは限らず、独特の変光を示す原因となるものもある。一方、単独の脈動変光星で普遍的にみられる、星周分子からのメーザー放射は、分子種によってはほとんどの共生星の赤色巨星で検出できないものがあり、連星を形成する高温度星の影響があると考えられる。

### 高温度星

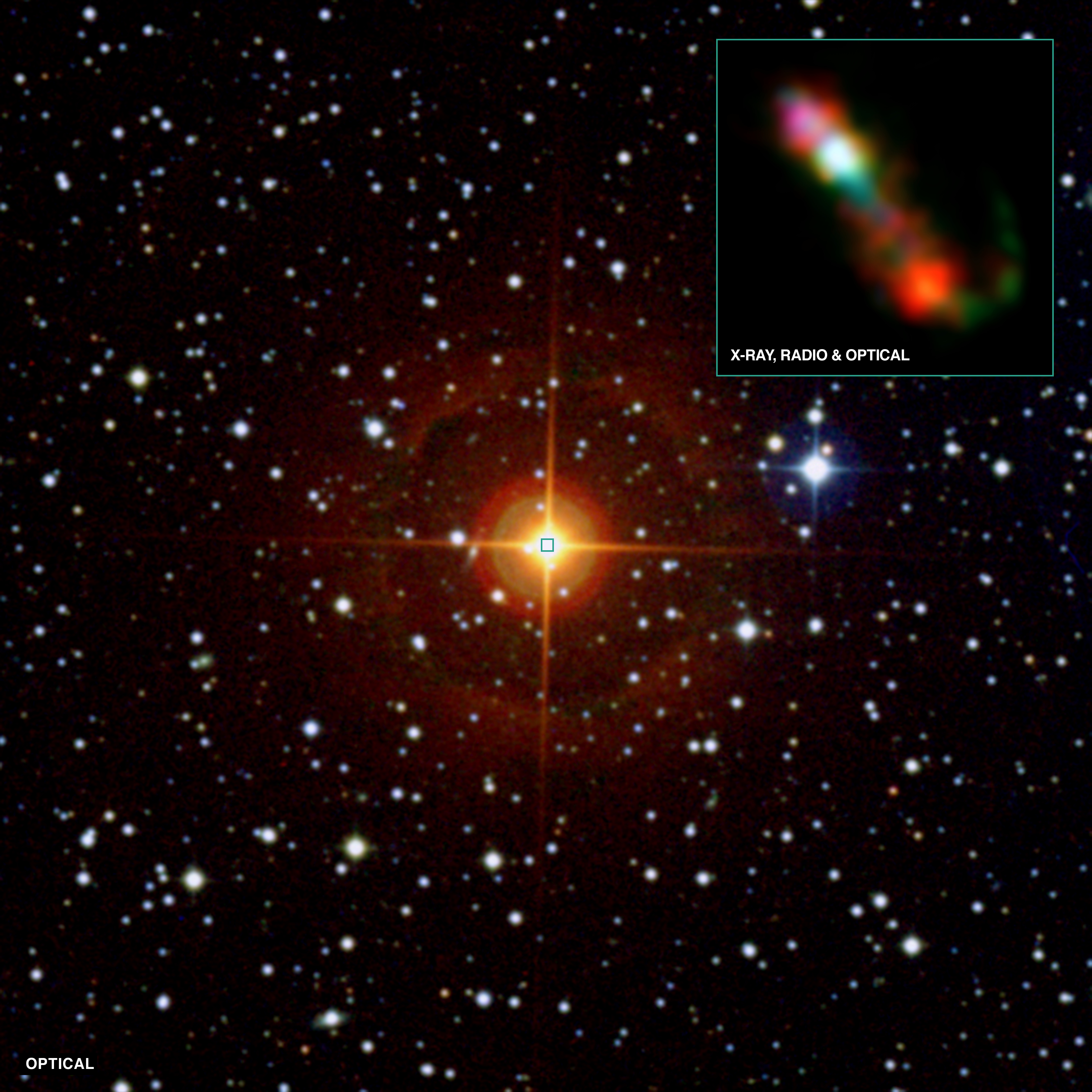
共生星の一つ、はくちょう座CH星。右上の枠内は、中心部のジェットをX線（赤）、可視光（緑）、電波（青）でとらえた画像。出典: （X線）NASA / CXC / M. Karovska et al. （可視光）NASA / STScI （電波）NRAO / VLA（広視野）DSS

高温度星は、非常に高温で明るいコンパクト星である。ほとんどの共生星で、高温度星は白色矮星と考えられるが、中性子星の場合もある。典型的には、表面温度は概ね100,000K、光度は太陽の1,000倍程度とされる。HR図上に共生星の高温度星を図示すると、惑星状星雲の中心星とほぼ同じ位置を占める。質量は、典型的には太陽の0.5倍程度の質量だが、一部にはチャンドラセカール限界に近付いている大質量の白色矮星も存在する。
かつては、高温度星としてはコンパクト星だけでなく、早期型主系列星の系も考えられていたが、その候補であったはくちょう座CI星やペルセウス座AX星は、後に高温度星が主系列星であることは否定された。また、赤色巨星とA型主系列星の連星系であるうさぎ座17番星が共生星と呼ばれている例もあるが、現在の共生星の定義からは外れており、共生星のカタログにも記載されていない。
光度は、白色矮星としては異常に高く、巨星からの質量移動によってそのエネルギーを賄っているとみられる。ただし、巨星で推定される質量放出率では通常、白色矮星でこれだけの光度を維持するには不足である。そのため、共生星において巨星から白色矮星に移動する物質は、水素が非常に豊富で、白色矮星表面では継続的な水素殻燃焼が起きていると考えられる。高い温度も、この質量移動によって維持されることが示唆されている。
共生星の周りには、大量の物質が降着することにより、降着円盤が形成されている。降着円盤の不安定性が、共生星で時折観測される爆発的な増光現象の原因の一つと考えられる。また、降着円盤が駆動するとみられるジェットが観測されている共生星もある。

### 共生星雲

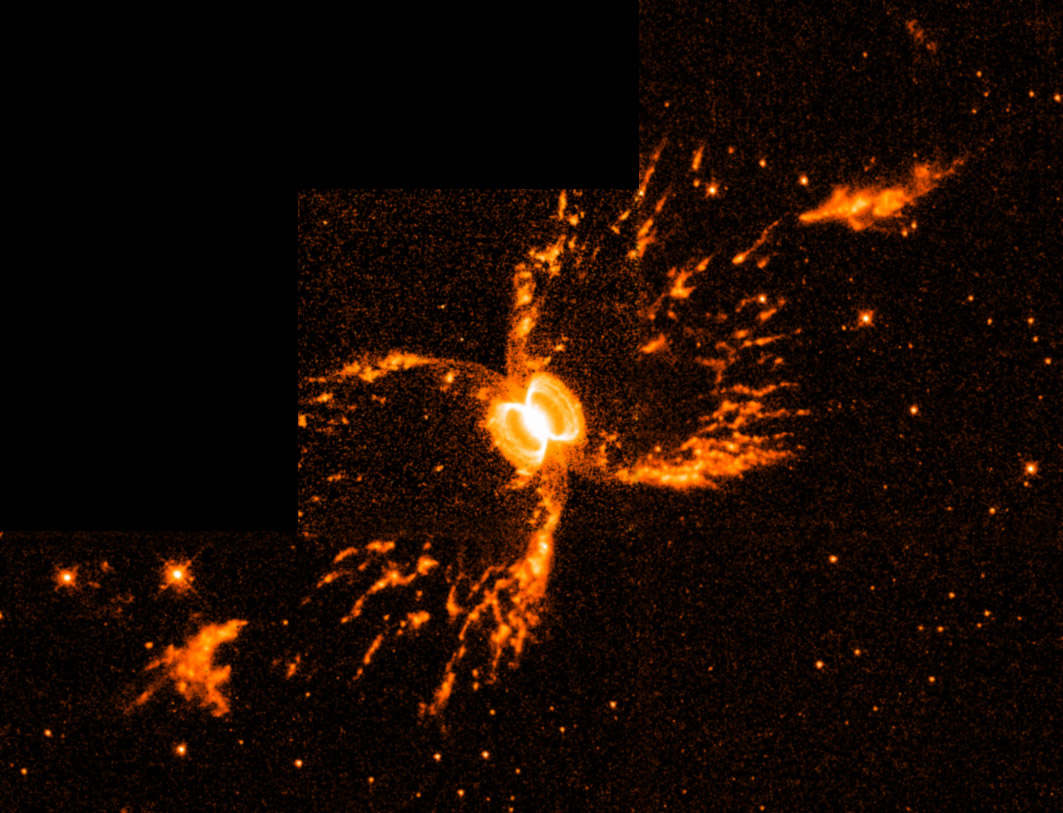
「南のかに星雲」（He2-104）。中心星は共生星である。出典: Romano Corradi; et al.

共生星の連星の周囲には、共生星雲とも呼ばれる星雲状構造が広がる。これは、共生星の基準である星雲輝線の存在から当然考えられることであり、一部の共生星では早い段階から直接星雲の姿が確認されていた。
星雲の起源は、組成からすると、晩期型巨星の質量放出によって、連星の周囲に広がった物質と考えられる。星周物質は、高温度星からの高エネルギー放射によって電離し、輝線を発している。あるいは、コンパクト星から発生するジェット、若しくは爆発現象によって、星周物質中を衝撃波が伝播することで、星雲からの放射が生じる。また、晩期型星の質量放出が非常に大きい場合、高温度星の影響を受けなかった星周物質は、やがて凝集して星周塵となり、赤外線や電波を放射する星雲となる。
共生星雲における星周物質の数密度は、106から1010 cm-3と推定され、惑星状星雲の典型的な密度よりも高い。電子温度は推定が難しく、概ね10,000Kから80,000Kとされるが、典型的な共生星における高電離輝線の放射領域での電子温度は、13,000Kから17,000Kと求められており、電離エネルギー源は粒子の衝突ではなく高温度光源からの放射であることが示唆されている。
共生星雲は、惑星状星雲とよく似ている。共生星のスペクトルから、連続光スペクトルを除くと、惑星状星雲のスペクトルと似ているし、最初惑星状星雲に分類されて、後に共生星に分類しなおされたものもある。高温度星の特徴も、惑星状星雲と共生星でほぼ同じである。違いがあるとすれば、星雲を形成する物質が、高温度星（の前駆天体）から放出されたものか、連星のもう一方の巨星から放出されたものか、という点である。惑星状星雲と共生星を区別する方法は、未だに模索が続いている。

## 観測的特徴

### 変光
共生星は、そのほとんどが変光星で、変光の原因には連星であることによるものもあれば、系を構成する星そのものに固有の変光があるものもあり、多様性に富んでいる。変光星総合カタログにおいては、共生星の代表であるアンドロメダ座Z星の名称から、アンドロメダ座Z型（ZAND）と分類されるが、ZANDの基準は共生星の標準的な構造を持つことにあって、変光特性は、著しく統一性に欠ける、とされ、ZANDの基準となる変光特性はない。共生星の変光特性は、時間尺度においても非常に幅広く、秒単位・分単位で明るさが変わるものから、月単位・年単位で変光するもの、更に数十年・百年単位で変化する現象まで、多岐にわたる。
共生星で観測される変光には、以下のようなものがある。

#### 楕円体変光

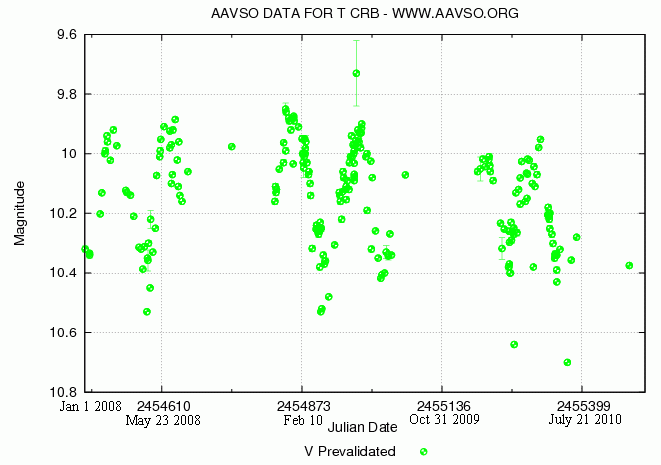
共生星の一つかんむり座T星の静穏時、2008年から2010年にかけての光度曲線。公転周期に従う楕円体変光がみられる。データはAAVSOによる。

晩期型巨星が球対称ではない場合、公転運動に伴って、光球面の見かけの大きさ（天球面に射影した面積）が変化することで、変光が生じる。この場合、晩期型巨星は、ロッシュ・ローブを満たしていると考えられる。かつては、観測から見積もった晩期型巨星の半径は、ロッシュ・ローブ半径より小さいので、楕円体変光は起きないと考えられていたが、実際には楕円体変光を示す共生星がみつかっている。楕円体変光を示す共生星の多くは、爆発を繰り返している系で、代表的なものはかんむり座T星である。

#### 反射効果
高温度星から放射された紫外線やX線が、晩期型巨星表面の一部を加熱し、その部分が巨星表面の他の部分よりも高温で明るくなると、公転運動に伴って明るい部分がみえたりみえなかったりすることで、変光する。この効果は、波長依存性が強く、波長が短い（青い）程よくみえる。また、公転軌道の傾斜角にも依存し、ポール・オン（軌道傾斜角~0°）の場合はみられなくなる。反射効果が強くみられる共生星としては、いるか座LT星などがある。

#### 脈動
共生星のうち2割程度において、晩期型巨星は、主としてミラ型の脈動変光星である。このような系では、数ヶ月から年単位での、周期的か準周期的で振幅の大きい変光を示す。この種の共生星で有名なものは、みずがめ座R星、ぎょしゃ座UV星などである。

#### 回転変光
星の自転に伴う変光で、晩期型巨星と高温度星のどちらでも起こり得る。晩期型巨星の場合は、自転周期が公転周期との同期に近づいており、年単位の長期的な変光になりやすい。一方、高温度星の方は自転が速く、時間単位で変化する。回転変光の変光幅は、小さい。

#### 食
共生星における食は、多くの場合巨星が高温度星を隠す食である。高温度星からの放射は通常、X線や紫外線が中心だが、降着過多で外層の膨張が起きたりすると、可視光の方が明るくなり、食が検出されやすくなる。隠される側の天体が高温なので、短い（青い）波長の方がはっきり食がみえる。食の特徴が顕著な共生星としては、へび座FG星、わし座V1413星などがある。
一方、みずがめ座R星では、高温度星を取り巻く星周物質が、晩期型巨星の食を起こすと考えられている。

#### 星周ガス
共生星の周りにはガスが存在しており、高温度星からの放射によってそのガスが電離し、再結合する際にガスは輝線を発する。その輝線の強度は、高温度星から放射される光子の数やエネルギーに左右されるので、白色矮星表面の水素殻燃焼の状態が変化したりすることで、ガスからの放射も変化する。

#### 爆発
高温度星への降着物質が蓄積されてくると、やがて爆発を起こし、大幅に増光する。共生星における爆発型の変光には、3つの類型がある。最も多いのは、増光が数年程度継続するものである。後の2つは、数年かけて増光し、数十年から100年かけてゆっくり暗くなる共生新星と、新星状の爆発を繰り返す回帰新星である。

##### アンドロメダ座Z型

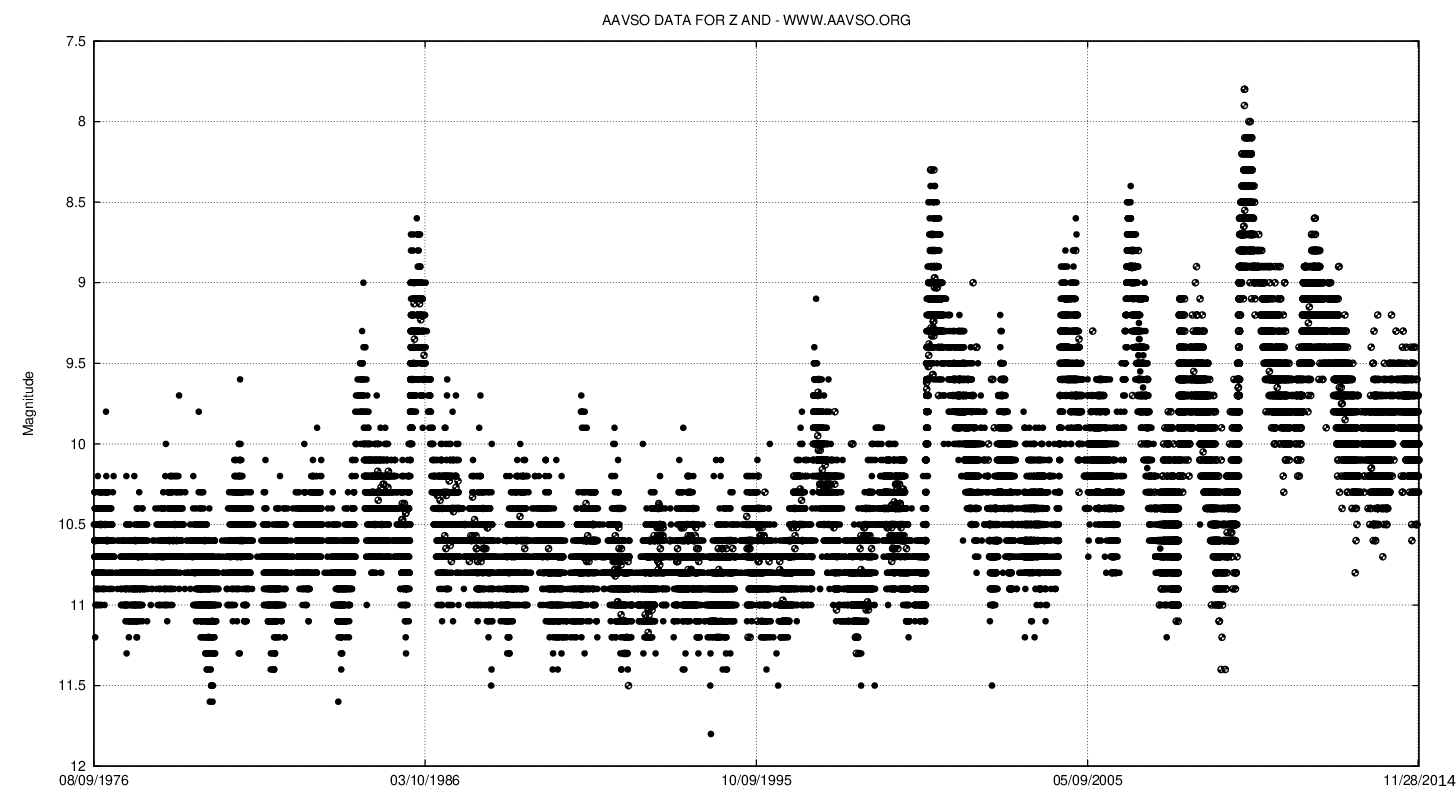
共生星の典型、アンドロメダ座Z星の1976年から2014年にかけての光度曲線。データはAAVSOによる。

共生星で最も多くみられる爆発現象は、共生星の代表であり、この現象も確認されているアンドロメダ座Z星にちなんで、アンドロメダ座Z型ともいわれる。この種の現象では、青色光で2等から5等増光し、増光は数年程度続く。増光が起きるのは、晩期型巨星から高温度星への質量移動が増大したためと考えられる。高温度星表面での水素殻燃焼を維持するのに必要な量を大きく上回る物質が降着し、燃焼殻の外層が膨張する。この際、放射光度はほぼ一定だが、膨張すると疑似光球の表面温度が低下し、10万K程度あったものが、1万K前後になって、放射の中心がX線や紫外線から可視光に移ってくることで、見かけ上明るくなる。

##### 共生新星
共生新星は、光度変化が非常にゆっくりで、爆発が始まってから極大光度まで上昇するのに数ヶ月から数年、爆発前の明るさへ戻るのに何十年とかかる。変光星総合カタログにおける分類では、NC型とされ、「遅い新星」よりも更にゆっくり変化する新星と位置付けられている。共生新星の爆発は、白色矮星で起きる熱核暴走反応によって起きるが、新星風の痕跡はみられない。共生新星となる系では、高温度星は低質量または中質量の白色矮星で、爆発を起こしても、降着質量の大部分を回復する。共生新星は、これまでに9つが確認されており、有名なものにはペガスス座AG星、はくちょう座V1016星などがある。

##### 回帰新星

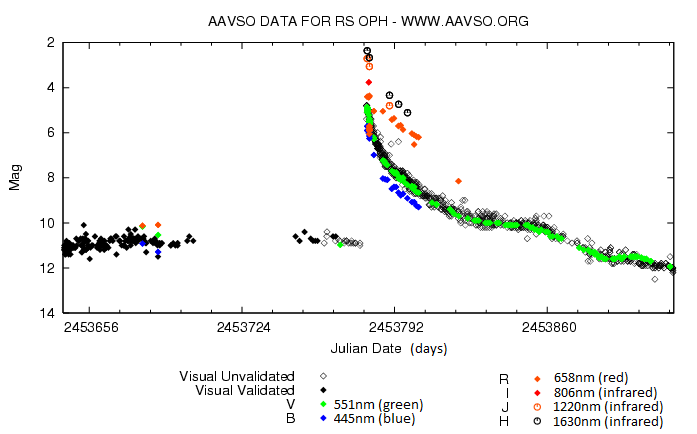
共生回帰新星の一つへびつかい座RS星が2006年に爆発した際の光度曲線。データはAAVSOによる。

回帰新星の中に、共生星の特徴を持つものがあり、それらは「共生回帰新星」とも呼ばれる。共生新星が非常に遅い新星だったのに対し、共生回帰新星は、光度変化も、再度爆発するまでの時間も、非常にはやいことが特徴である。共生回帰新星では、高温度星が大質量の白色矮星で、その質量は太陽質量を超え、チャンドラセカール限界に近いものとなっている。この質量が、急激な光度変化を可能にし、爆発による物質放出の初速も4,000 km/s以上と速い。共生回帰新星は、5つが知られており、へびつかい座RS星、かんむり座T星、はくちょう座V407星が有名である。

### 赤外線
共生星が近赤外線で観測されるようになると、その特徴から大きく2つに分かれることが明らかになった。近赤外線でのスペクトルが、晩期型巨星のスペクトルで占められているものを「S型」と呼び、晩期型巨星だけでなく、1,000K以下の温かい星周塵の放射とみられる成分によって赤外超過が起きているものを「D型」と呼ぶ。Sは、「恒星の（Stellar）」から、Dは「塵だらけの（Dusty）」から、それぞれ名付けられている。S型は共生星全体のおよそ7割を占め、残りがD型とされる。また、D型の中でも晩期型巨星が赤色巨星ではなく黄色巨星である共生星は、「D'型」と分類される。概ね、S型の巨星は普通の巨星に近く、D型の巨星は脈動変光星と考えられる。

### その他の電磁波
D型共生星では、電波での熱的放射が検出されるものも多く、温かい塵だけではなく、低温の塵やガスまで、連続的に広がっていることがみてとれる。一方、S型共生星では、電波の熱的放射は検出されない。
強いX線源の中に、可視光で対応する部分を観測したところ、共生星の基準を満たす特徴がみられる天体が存在し、それらは共生X線連星と呼ばれる。共生X線連星は、高温度星が白色矮星ではなく中性子星の共生星と考えられ、候補も含めて10個程がみつかっている。連星系の構造から、共生X線連星は低質量X線連星の一種だが、その中でも連星間距離が特に長く、中性子星の自転も遅い系である。共生X線連星で有名なものには、へびつかい座V2116星がある。

## 軌道要素
共生星は、相互作用している連星系の中で、公転周期も連星間距離も最も長い部類の系である。
共生星の中で、公転周期など軌道要素が求められているものは、公転周期がおよそ200日から5,700日で、多くは公転周期1,000日以下である。一方で、晩期型巨星がミラ型星のように、質量放出率が高く、周囲に塵を形成するような恒星である場合、塵が形成される距離からすると連星間距離は20AU以上、公転周期は50年以上になることが予想され、実際、そのような系で公転周期が見積もられているみずがめ座R星は、公転周期がおよそ44年とされる。大まかには、公転周期が長い系は晩期型巨星のスペクトル型がより晩期側に偏る傾向にある。
共生星の公転軌道は、大部分が円に近い（離心率が0に近い）軌道をとる。極端な楕円軌道をとる共生星は数が少なく、そして、そのような軌道の共生星は、特に公転周期が長いものばかりであり、一般的な連星系とは離心率と公転周期の関係に異なる傾向がみられる。

## 質量移動
晩期型巨星から高温度星への質量移動がどのようにして起こるかについては、2通りの考え方がある。一つは、巨星が恒星風や脈動によって大量の質量を放出し、それを高温度星が捕獲した、とするもの。もう一つは、巨星がロッシュ・ローブを満たし、そこからあふれ出した物質が高温度星へ流れ込んだ、とするものである。巨星の半径は、自転速度の観測からすると、ロッシュ・ローブ半径より小さいとみられるので、恒星風による質量移動が主な仕組みだと考えられていた。しかし、変光観測からは、巨星がロッシュ・ローブに達しているとみられる共生星もみつかりはじめ、そのような系ではロッシュ・ローブ・オーバーフローによる質量移動も起きている可能性がある。観測方法によって、巨星の大きさが食い違う問題については、様々な説明が試みられているが、なお議論の途上である。
共生星は、質量移動率、質量降着率が高い上、白色矮星で熱核暴走が起きても降着物質を全て吹き飛ばすことがなく、白色矮星の質量が増大し続けるので、いずれ白色矮星の質量がチャンドラセカール限界を超え、Ia型超新星になることが考えられる。Ia型超新星の前駆天体について、正確な正体はまだ明らかではないが、共生星はIa型超新星の前駆天体の有力候補として、重要視されている。特に、共生回帰新星は、白色矮星の質量がチャンドラセカール限界に近いと推定され、遠からずIa型超新星となる可能性がある。